# Evens Joseph
Evens Joseph (Neuilly-sur-Marne, 16 juli 1999) is een Frans voetballer die bij voorkeur als linksbuiten speelt. Hij stroomde in 2018 door vanuit de jeugd van SM Caen. 

## Clubcarrière
Joseph startte zijn carrière bij de jeugd van CFS Neuilly sur Marne en maakte de overstap naar de U14 van SM Caen. In november 2018 werd hij toegevoegd aan het eerste elftal van Caen. Op 24 november 2018 maakte Joseph zijn debuut in de Ligue 1. Hij kwam in de thuiswedstrijd tegen AS Monaco ruim een half uur voor tijd Casimir Ninga vervangen. De einduitslag stond toen reeds op het bord. Het bleef 0–1 na een doelpunt van Radamel Falcao.

## Clubstatistieken
| Seizoen     | Club        | Competitie  | Competitie | Competitie | Beker | Beker | Internationaal | Internationaal | Totaal | Totaal |
| Seizoen     | Club        | Competitie  | Wed.       | Dlp.       | Wed.  | Dlp.  | Wed.           | Dlp.           | Wed.   | Dlp.   |
| ----------- | ----------- | ----------- | ---------- | ---------- | ----- | ----- | -------------- | -------------- | ------ | ------ |
| 2018/19     | SM Caen     | Ligue 1     | 7          | 0          | 1     | 0     | —              | —              | 8      | 0      |
| Club totaal | Club totaal | Club totaal | 7          | 0          | 1     | 0     | 0              | 0              | 8      | 0      |

Bijgewerkt op 23 januari 2019
1 Zelazny ·
2 Baysse ·
3 Armougom ·
4 Diomandé ·
5 Sankoh ·
6 Oniangué  ·
7 Khaoui ·
9 Repas ·
10 Fajr ·
11 Ninga ·
12 Beauvue ·
13 Joseph ·
14 Gradit ·
15 Imorou ·
16 Callens ·
17 Deminguet ·
18 Bammou ·
19 Tchokounté ·
21 Guilbert ·
22 Mbengue ·
23 Dabo ·
24 Djiku ·
27 Crivelli ·
29 Genevois ·
30 Samba ·
40 Reulet ·
Coach: Mercadal